# フロム・アッシュズ・トゥ・ニュー
フロム・アッシュズ・トゥ・ニュー（From Ashes to New）は、アメリカ合衆国ペンシルベニア州ランカスター出身のラップメタルバンド。ボーカルでありプログラマーであるマット・ブランディベリーによって2013年に結成された。

## 音楽性と影響
フロム・アッシュズ・トゥ・ニューはラップメタル、ニュー・メタル、オルタナティヴ・メタルに分類されている。またラップロック、オルタナティヴ・ロック、ポスト・ハードコア、ヘヴィメタル、ハードロック、エレクトロニック・ロックの要素も兼ね備えている。
Bone Thugs-N-Harmony、Korn、Skrillex、Sevendust、Breaking Benjamin、Eminem、DMX、Drag-On、Pantera、Glassjaw、Alexisonfire、Hollywood Undead、Alice in Chains、Of Mice & Men、Linkin Parkから影響を受けている。

## バンドメンバー
現在のメンバー
- マット・ブランディベリー / Matt Brandyberry - ラップ, キーボード, シンセサイザー, プログラミング (2013年–現在), クリーンヴォーカル (2017年), ベース, リズムギター (2017年–現在), リードギター (2013年)
- ダニー・ケース / Danny Case - リードヴォーカル (2017年–現在)
- ランス・ドゥードル / Lance Dowdle - リードギター, ベース (2015年 - 現在)
- マット・マディロ / Mat Madiro - ドラムス, パーカッション (2017年–現在)

旧メンバー
- ジョン・ミケル・バリュデス / Jon-Mikel Valudes - ドラムス, パーカッション (2013年–2014年)
- ダン・ケッキー / Dan Kecki - リードギター (2013年–2015年)
- ギャレット・ラッセル / Garrett Russell - ベース (2013年–2015年)
- クリス・マッサー / Chris Musser - リードヴォーカル (2013年–2017年)
- ブランデン・"ブー"・クライダー / Branden "Boo" Kreider - リズムギター, デスヴォイス (2013年–2017年)、ベース (2015年-2017年)
- ティム・ドノフリオ / Tim D'onofrio - ドラムス, パーカッション (2014年–2017年)

## ディスコグラフィー

### スタジオアルバム
| タイトル   | リリース年月日 | チャート最高位 | チャート最高位 |
| タイトル   | リリース年月日 | US Main        | US Rock        |
| ---------- | -------------- | -------------- | -------------- |
| Day One    | 2016年2月2日   | 53             | 6              |
| The Future | 2018年4月20日  | 163            | 38             |
| Panic      | 2020年8月28日  | 13             | TBA            |

### エクステンデッドプレイ
| タイトル          | リリース年月日 |
| ----------------- | -------------- |
| From Ashes To New | 2013年12月10日 |
| Downfall          | 2015年3月15日  |

### シングル
| タイトル                                              | リリース年月日 | チャート最高位 | チャート最高位 | アルバム          |
| タイトル                                              | リリース年月日 | US Main        | US Rock        | アルバム          |
| ----------------------------------------------------- | -------------- | -------------- | -------------- | ----------------- |
| My Fight                                              | 2013年8月8日   | -              | -              | From Ashes To New |
| Lost and Alone                                        | 2015年7月31日  | 24             | -              | Day One           |
| Through It All                                        | 2015年9月4日   | 14             |                | Day One           |
| Same Old Story                                        | 2016年1月8日   | -              | -              | Day One           |
| The Last Time (feat. Deuce)                           | 2016年9月29日  | -              | -              | Day One           |
| Broken                                                | 2018年3月2日   | 12             | -              | The Future        |
| My Name                                               | 2018年3月2日   | -              | -              | The Future        |
| Finally See                                           | 2018年3月2日   | -              | -              | -                 |
| Make Everything Ok                                    | 2018年3月30日  | -              | -              | -                 |
| Light It Up                                           | 2018年3月30日  | -              | -              | -                 |
| The Future                                            | 2018年3月30日  | -              | -              | The Future        |
| Pray for Me                                           | 2018年4月13日  | -              | -              | -                 |
| Every Second (Eva Under Fire)［feat. Eva Under Fire］ | 2019年12月6日  | -              | -              | -                 |
| Panic                                                 | 2020年4月17日  | 17             | -              | Panic             |
| Scars That I'm Hiding (feat. Anders Fridén)           | 2020年7月31日  | -              | -              | Panic             |